# 平石好伸

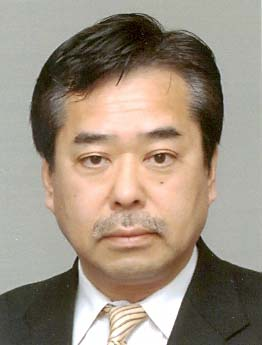

平石 好伸（ひらいし よしのぶ、1956年 - ）は、日本の外交官。2014年（平成26年）5月からジンバブエ駐箚特命全権大使、2017年（平成29年）4月からチリ駐箚特命全権大使を務めた。

## 経歴・人物

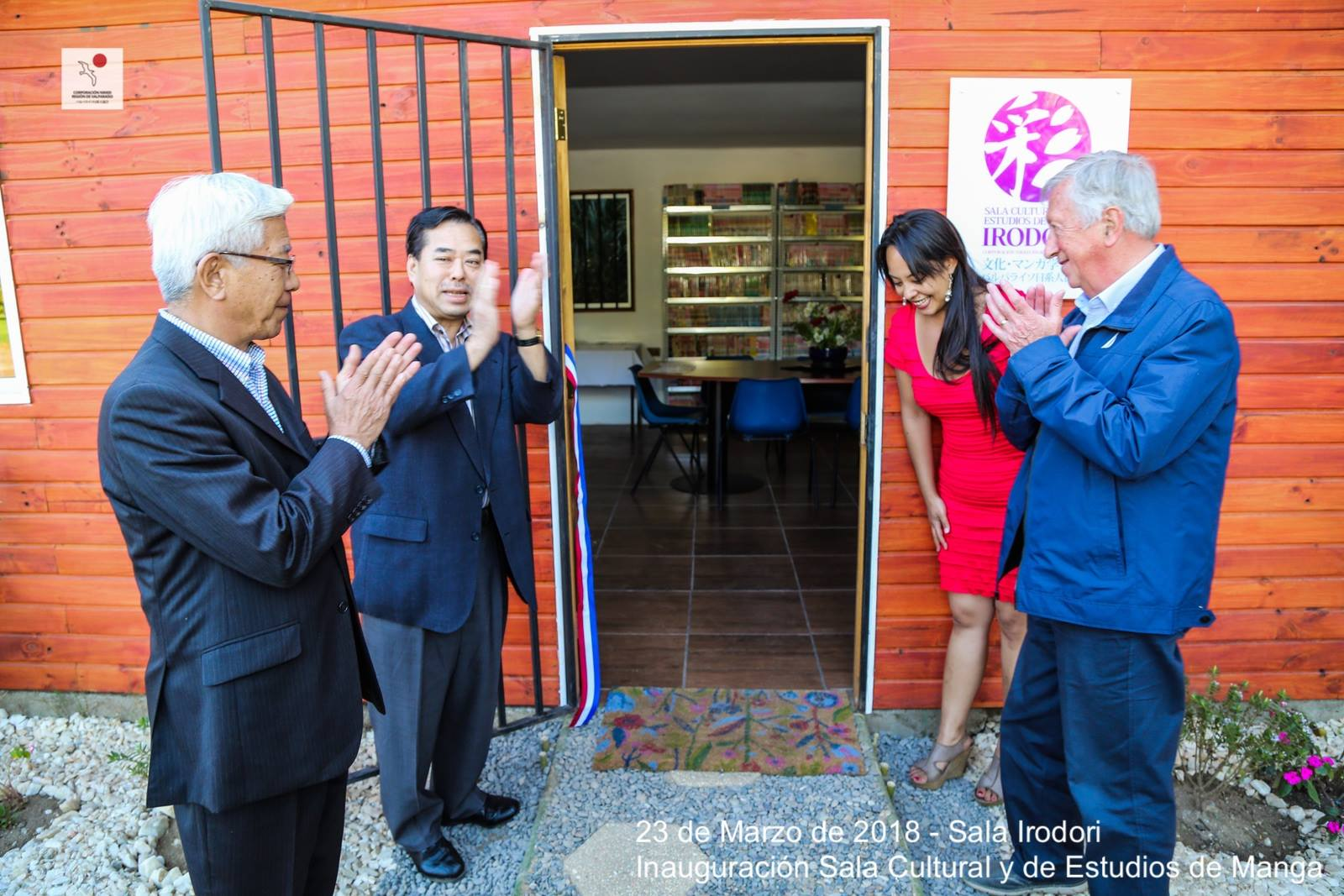
駐チリ大使在任時の平石（左から2番目、2018年3月）

東京都出身。1980年（昭和55年）早稲田大学政治経済学部を卒業して、外務省に入省する。1983年英ケンブリッジ大学修士号取得。
内閣府国際平和協力本部事務局参事官、在タイ王国日本大使館公使、軍縮会議日本政府代表部公使を経て、参議院事務局国際部副部長、2012年（平成24年）4月、国家公務員共済組合連合会常任監事。2014年（平成26年）5月ジンバブエ駐箚特命全権大使。2017年（平成29年）4月チリ駐箚特命全権大使。2020年10月退官、2021年6月大王製紙株式会社社外取締役就任。

## 同期
- 末松義規（12年内閣府副大臣・96年衆議院議員）
- 石井正文（17年インドネシア大使・13年国際法局長）
- 大村昌弘（17年フィジー大使）
- 川村裕（20年ノルウェー大使・18沖縄大使・14年コートジボワール大使）
- 越川和彦（16年JICA副理事長・14年スペイン大使・12年官房長）
- 鈴鹿光次（16年アフガニスタン大使）
- 鈴木康久（18年ニカラグア大使・16年レオン総領事）
- 山田文比古（08年東京外国語大学教授）
- 片上慶一（17年イタリア大使・16年外務審議官（経済担当））
- 北野充（14年ウィーン代表部大使・12年軍縮不拡散・科学部長・19年アイルランド大使）
- 石川和秀（14年フィリピン大使・12年南部アジア部長）
- 藤原聖也（14年アルジェリア大使）
- 山崎純（18年シンガポール大使・15年スウェーデン大使・14年儀典長）
- 渡邉正人（17年ブルガリア大使・15年バングラデシュ大使）
- 堀之内秀久（19年オランダ大使・16年カンボジア大使・14年ロサンゼルス総領事）
- 野田仁（18年ルーマニア大使・15年エクアドル大使）
- 髙橋礼一郎（18年オーストラリア大使・15年ニューヨーク総領事・11年アフガニスタン大使）
- 葉室和親（12年トンガ大使）
- 井出敬二（17年北極担当大使・13年クロアチア大使）
- 小原雅博（15年東京大学法学部教授・13年上海総領事）
- 須永和男（19年カタール大使・16年ASEAN大使）
- 姫野勉（17年ガーナ大使）
- 水谷章（19年オーストリア大使・17年立命館アジア太平洋大学教授）
- 齊藤貢（18年イラン大使・15年オマーン大使）